# حارة قلالة (صنعاء)
حارة قلالة هي إحدى حارات حي معين بمديرية معين إحد مديريات العاصمة اليمنية صنعاء، بلغ تعداد سكانها 4661 نسمة حسب تعداد اليمن لعام 2004.